# Okkervil River

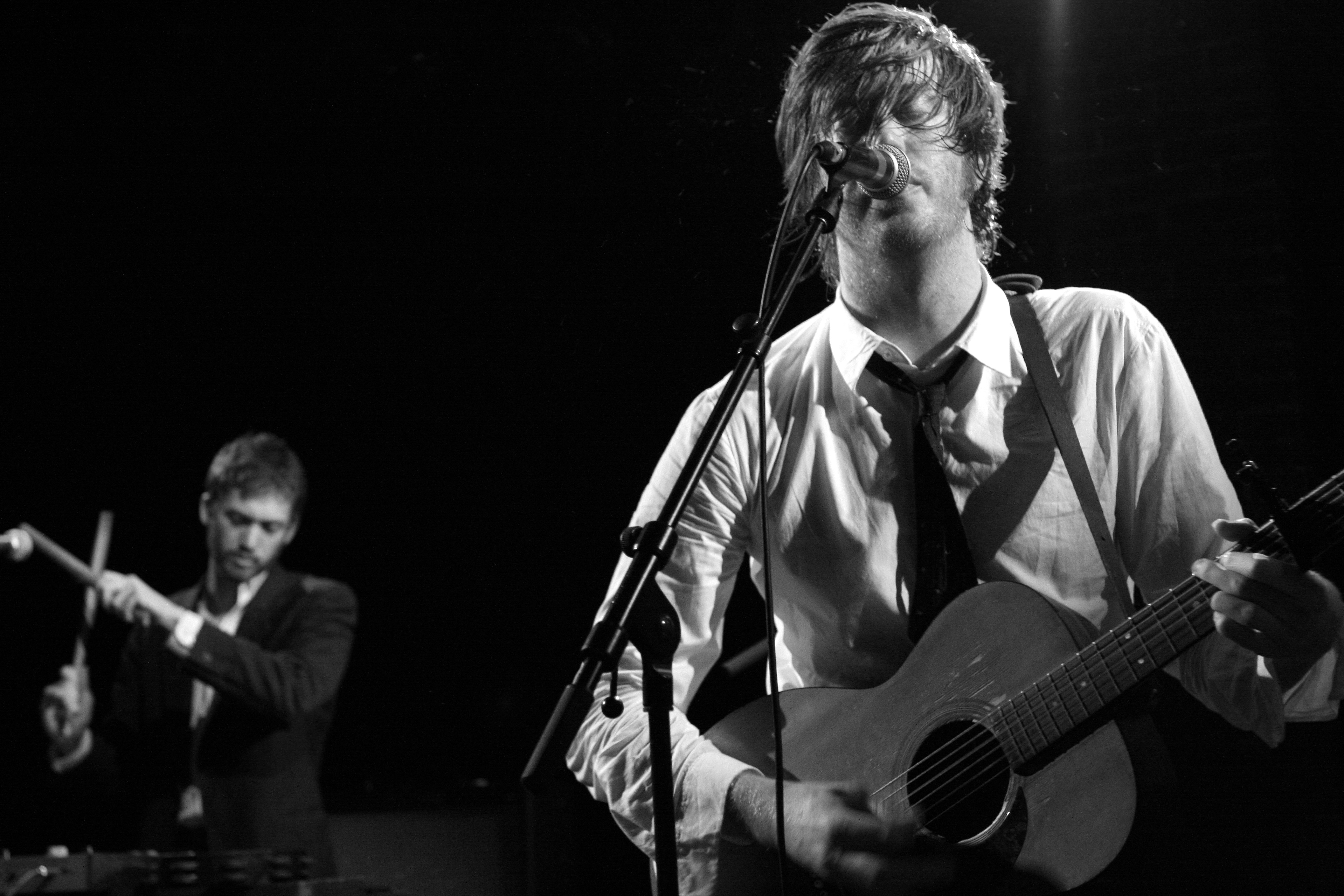
Okkervil River spelar på La Maroquinerie - Paris - 8 februari 2008.

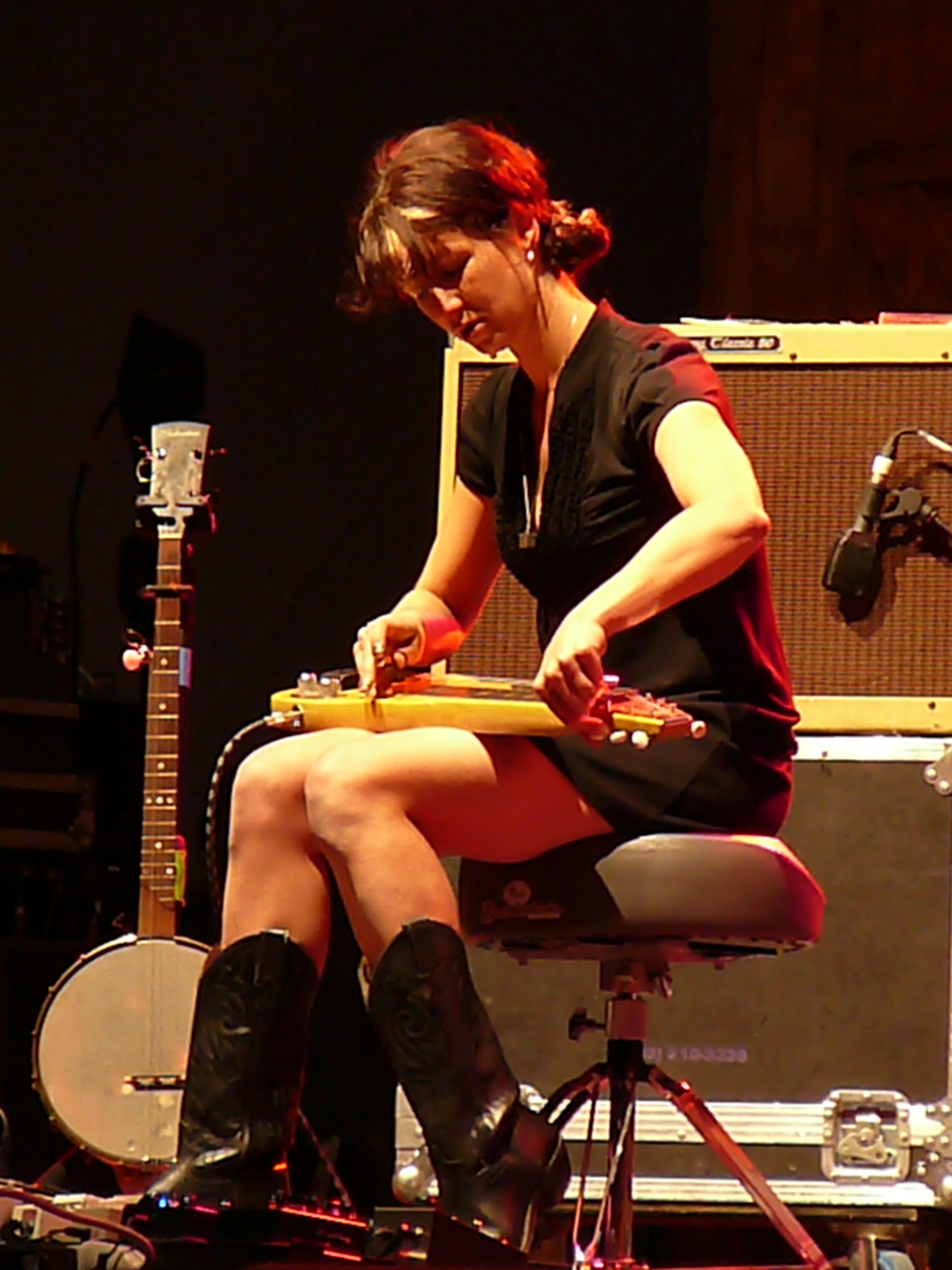
Lauren Gurgiolo spelar med Okkervil River i Manitoba, Kanada, 11 juli 2009.

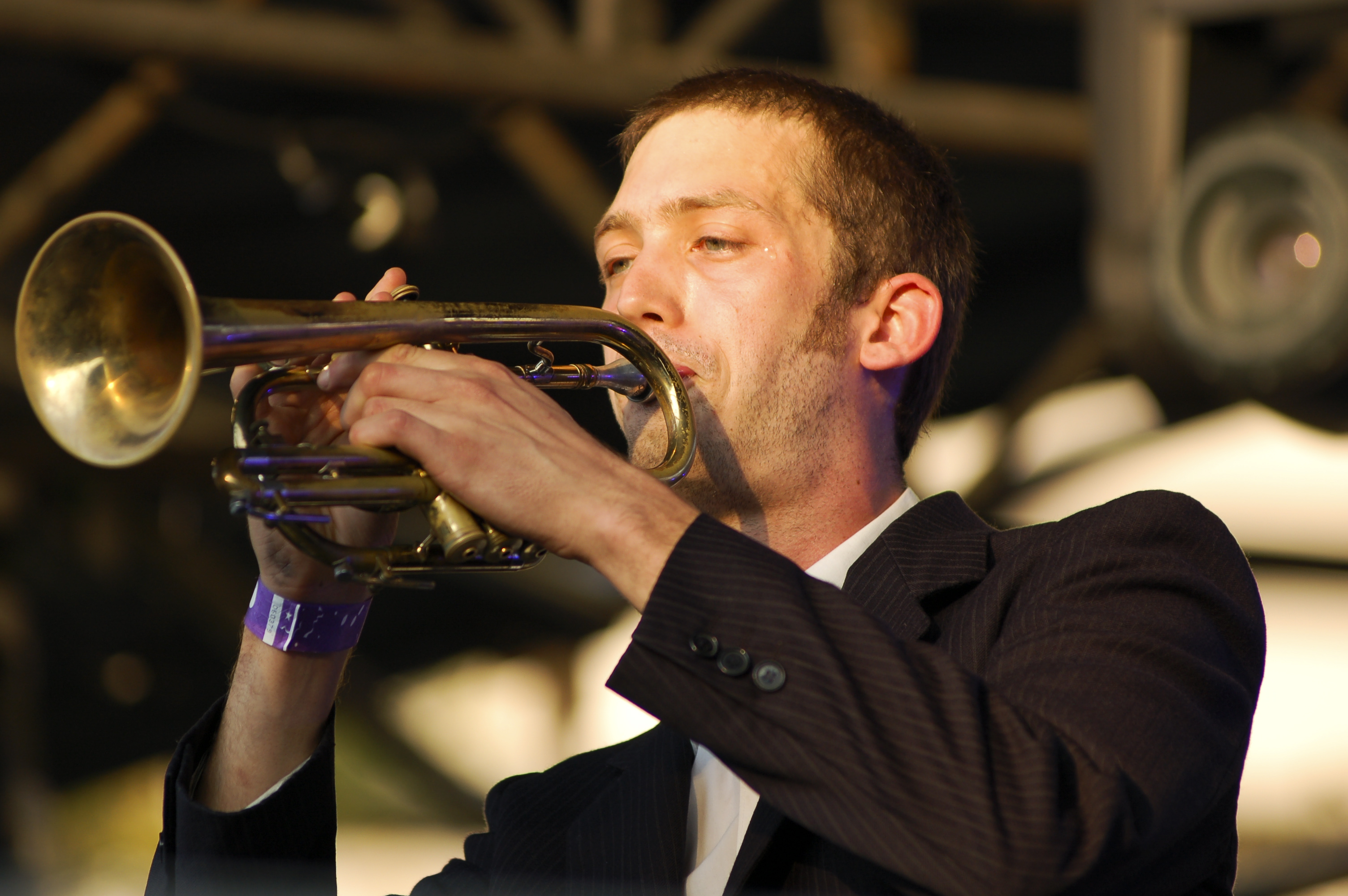
Scott Brackett 2007.

Okkervil River är ett amerikanskt indieband bildat i Austin, Texas 1998. Bandet har tagit sitt namn efter en roman av Tatiana Tolstaja, och tillika en flod utanför Sankt Petersburg. Okkervil River ligger på det lilla skivbolaget Jagjaguwar. Will Sheff är bandets sångare och huvudsakliga låtskrivare. Tillsammans med Jonathan Meiburg har han även bandet Shearwater.

## Historia
Will Sheff bildade sitt första band, som hette The First D'mitri, redan vid 20 års ålder tillsammans med sin barndomsvän Zachary Thomas. Bandet lades dock ner efter en spelning. Efter några år bildade Sheff ett nytt band, denna gång med Zachary Thomas och Seth Warren. De döpte bandet till Okkervil River som kommer från en bok av en rysk författare, det är även namnet på en flod som rinner utanför Sankt Petersburg.
Deras första album/EP hette Stars Are Too Small To Use och innehöll sex spår. Samma år åkte bandet på turné i USA. I en av klubbarna Okkervil River spelade på träffade Will Sheff, och resten av bandet, Jonathan Meiburg. Efter att Jonathan visat sina pianokunskaper blev han också en medlem i bandet. Tre år senare kom bandets nästa album Don't Fall in Love with Anyone You See, som innehöll nio spår. 
2003 hoppade Seth Warren, bandets trummis, av bandet, och ersattes av Travis Nelsen. Tillsammans med Julie Doiron gjorde bandet samma år ett album, som innehöll bland annat låtarna A Leaf och Blackest Coat.
Samma år släppte bandet sitt andra album kallat Down the River of Golden Dreams som innehöll elva låtar. Efter detta album beslöt sig Zachary Thomas att sluta eftersom han nyligen fått sonen Graham Thomas. 2004 släppte bandet en EP med fyra spår, bland annat A Favor.
Efter det tog bandet hjälp av musikproducenten Haword Draper och spelade in albumet Black Sheep Boy. Albumet fick bra betyg av många recensenter och journalister. I samband med Black Sheep Boy-albumet släpptes även Black Sheep Boy Appendix. Det finns fyra låtar i dessa album som handlar om en Black Sheep Boy och de övriga hänger ihop med temat. 
2007 gavs albumet The Stage Names ut, vilket listades bland 2007 års bästa album av Pitchfork Media.

## Medlemmar
- Will Sheff - Sång och gitarr
- Jonathan Meiburg - Kör, dragspel, piano och elgitarr
- Brian Cassidy - Elgitarr, mandolin och pedal steel
- Travis Nelsen - Trummor och slagverk
- Patrick Pestorious - Bas
- Scott Bracket - Keyboard, trumpet och marachas

## Diskografi

### Album
- Stars Too Small to Use - 1999 / Jound
- Don't Fall in Love With Everyone You See - 2002 / Jagjaguwar
- Down the River of Golden Dreams - 2003 / Jagjaguwar
- Black Sheep Boy - 2005 / Jagjaguwar
- The Stage Names - 2007 / Jagjaguwar
- The Stage Names Deluxe Version - 2007 / Jagjaguwar
- The Stand-Ins - 2008 / Jagjaguwar
- I Am Very Far - 2011 / Jagjaguwar
- The Silver Gymnasium - 2013
- Away - 2016 (to be released 9th of September)

### Singlar och EP
- Bedroom - 1998 / Jound / EP
- The Velocity of Saul at the Time of His Conversion - 1999 / Jound / CD Single
- Kansas City Single – 2000 / Jound / CD Single
- South San Gabriel / Okkervil River Split - 2002 / Tight Spot / 7”
- Julie Doiron / Okkervil River CD Split – 2003 / Acuarela
- Sham Wedding / Hoax Funeral CD Split with Shearwater – 2004 / Jound
- Sleep and Wake-Up Songs - 2004 / Jound / EP
- For Real (There's Nothing Like the Blinding Light) - 2005 / Jagjaguwar / CD Single
- Black Sheep Boy Appendix - 2005 / Jagjaguwar / EP

### Samlingar
- "Disfigured Cowboy" - 2002 / Comes With A Smile CD
- "Riot Act" - 2003 / Glurp / Almost You: The Songs of Elvis Costello
- "My Bad Days (Live)" - 2004 / Comes With A Smile CD
- "Nancy (Live)" - 2005 / I Eat Records / Appetizers & Leftovers